# Rønneberghaugen

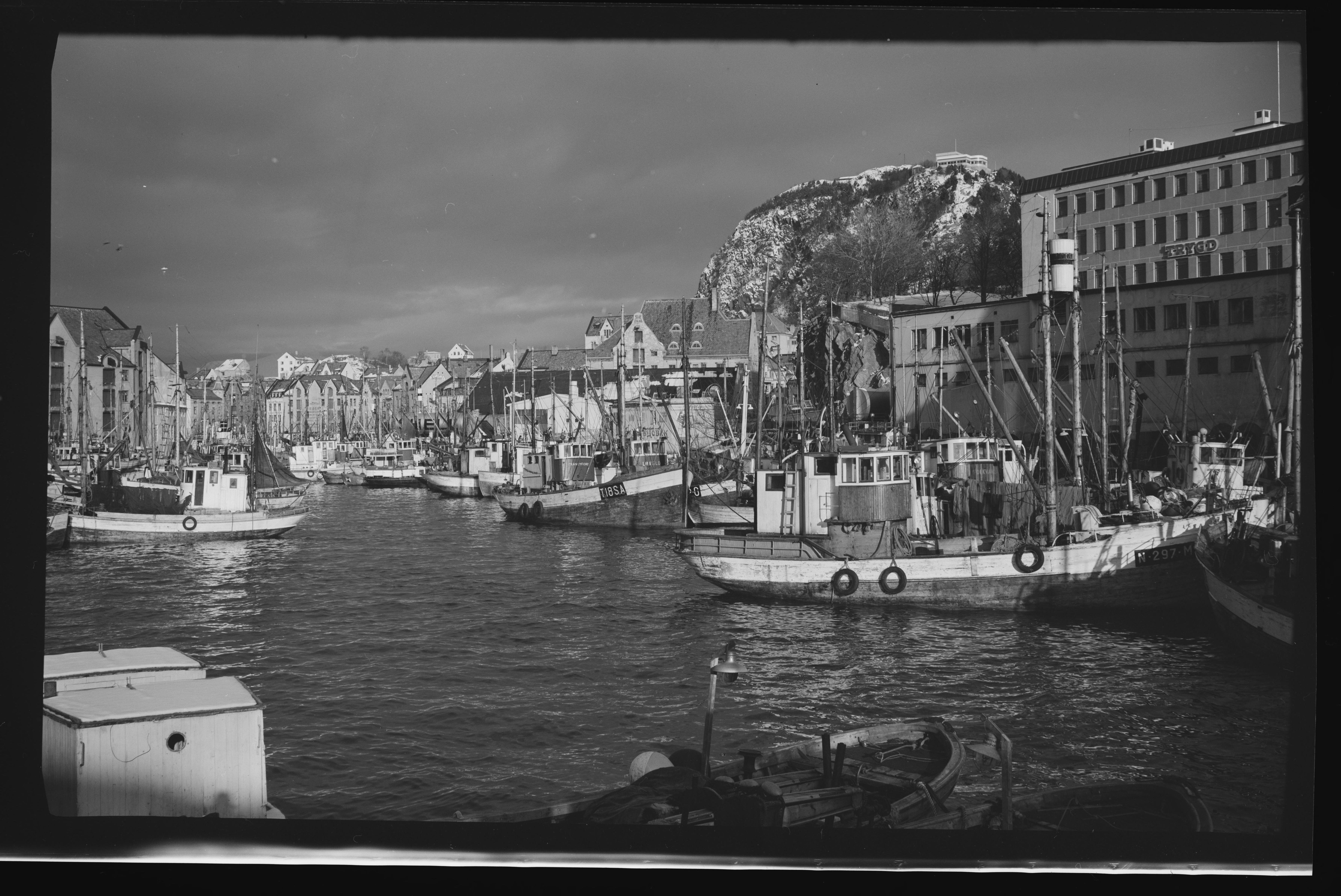
Aufnahme vor 1957, Rønneberghaugen etwas rechts der Bildmitte oberhalb der Schiffskajüte von N 297 M links des Tryga-Gebäudes, im Hintergrund der Berg Aksla

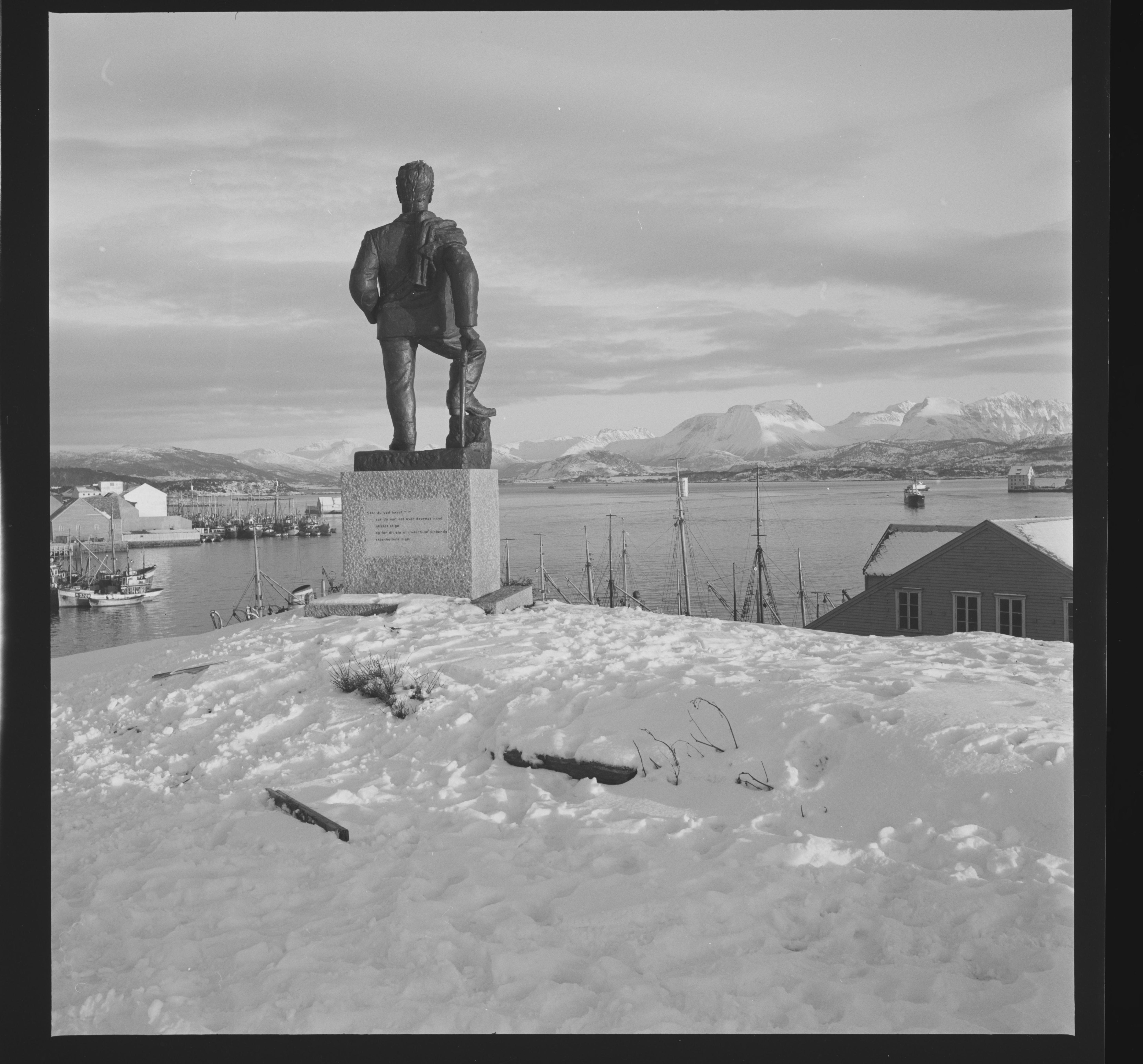
Rückseite des Randers-Denkmals vor 1957

Der Rønneberghaugen war ein felsiger Hügel in der norwegischen Stadt Ålesund.
Er befand sich im Bereich des heutigen Rathausviertels der Stadt und fiel zur Nordseite hin steil ab. 1951 wurde das Kristofer-Randers-Denkmal auf dem Rønneberghaugen aufgestellt, später jedoch versetzt. Ab den 1950er Jahren nisteten am Hügel hunderte Möwen. In den 1970er Jahren erfolgte in zwei Schritten eine Sprengung des Felsens, da an seiner Stelle das Rathaus Ålesund und das Einkaufszentrum Kremmergaarden entstehen sollten. Ein kleiner Rest war zunächst erhalten geblieben und wurde weiterhin intensiv von Möwen genutzt, was als störend empfunden wurde. 1983 wurde dann auch der letzte Teil des Felsens entfernt.